# NGC 2017
NGC 2017 (другое обозначение — ESO 554-**22) — группа звёзд в созвездии Зайца. Открыта Джоном Гершелем в 1835 году.
Предполагалось, что NGC 2017 — распавшееся рассеянное скопление. Однако собственные движения семи его звёзд направлены в разные стороны и значительно различаются по величине, что делает маловероятной связь этих звёзд. Детальное изучение звёзд также показало, что они не составляют скопление, а лишь расположились на одном луче зрения и представляют собой астеризм.
Этот объект входит в число перечисленных в оригинальной редакции «Нового общего каталога».